# Vila Real FM
Vila Real FM é uma emissora de rádio brasileira sediada em Cuiabá, capital do estado do Mato Grosso. Opera no dial FM, na frequência 98,3 MHz, e pertence ao Grupo Gazeta de Comunicação. Fundada pelo Grupo Vila Real de Comunicação, encabeçado pelo jornalista Eugênio Carvalho, como Rádio Vila Real, funcionou na frequência AM 590 kHz desde sua estreia até setembro de 2017, quando migrou para o dial FM.

## História
A rádio foi fundada no início da década de 1980 na frequência AM 590 kHz, como Rádio Vila Real, e era parte integrante do Grupo Vila Real de Comunicação. O grupo nasceu a partir de um projeto encabeçado pelo jornalista Eugênio Carvalho, onde em 1977 lança a revista Contato com os colegas João Roberto Curti, Wilson Menossi, Onofre Ribeiro e Roberto de Francesco. Naquele período, a emissora era líder de audiência.
A emissora permaneceu no ar até 1.º de dezembro de 1991, quando virou Rádio Gazeta. Naquele momento, a emissora foi comprada pelo empresário João Dorileo Leal, que também adquiriu a Vila Real FM, outra emissora do grupo que foi renomeada Gazeta FM. Ainda na década de 1990, a emissora celebra sua primeira parceria com o Sistema Globo de Rádio, com a afiliação com a Rádio Globo, onde passa a se chamar Rádio Globo Vila, parceria esta que dura pouco tempo. Em 1998, a emissora é envolvida no escândalo de desvio de dinheiro da Secretaria de Comunicação do Estado (Secom), o "Secomgate", por parte de um de seus sócios.
Em 10 de maio de 2002, a emissora assina novo contrato com o Sistema Globo de Rádio e passa a ser afiliada à Central Brasileira de Notícias, sendo renomeada CBN Cuiabá. A afiliação marcou a segunda passagem pela CBN na região, onde já tinha operado entre 1995 e 1998 na Rádio Industrial de Várzea Grande. A parceria dura até 30 de agosto de 2017, quando a emissora migra para o dial FM e passa a operar em 98.3 MHz. Após retransmitir o Jornal da CBN e o A Voz do Brasil, a estação passa por ajustes técnicos e entra no ar como Vila Real FM, resgatando o antigo nome da Gazeta FM.